# Василенко Геннадій Аркадійович
Геннадій Аркадійович Василенко (нар. 27 липня 1988, смт. Дніпровське, УРСР) — український актор кіно, театру та телебачення.

## Життєпис
Геннадій Василенко народився 27 липня 1988 року в смт. Дніпровське. Батьки — Аркадій та Світлана Василенко. Має молодшого брата — Богдана Василенко. Закінчив зі срібною медаллю школу та Харківську державну академію культури.
3 2022 року вступив до рядів Збройних сил України.

## Кар'єра
Працював актором Академічного музично-драматичний театр імені Лесі Українки міста Кам'янського з 2012 до 2017 року. 
Відомий за роллю Валєри в серіалі «Дефективи» та роллю Ігоря Шульги в серіалі «Швидка».

## Сім'я
- Батько — Аркадій Василенко
- Мати — Світлана Василенко
- Молодший брат — Богдан Василенко[4]

## Фільмографія
- 2019 — Швидка — Ігор Шульга, парамедик[5]
- 2019 - Сага - Петро Козак, син Сергія (15-32 роки)
- 2019 — Іловайськ 2014. Батальйон Донбас — «Умань»[6]
- 2018 — Новорічний янгол — Павло
- 2018 — Принцеса Жаба
- 2017-2018 — Коли ми вдома: Нова історія — поліціянт
- 2017-2018 — Здамо будиночок біля моря
- 2017-2020 — Дефективи — Валера, головна роль
- 2017 — Жіночий лікар-3 — Віктор Брагін
- 2017 — Пес-3 — Давид Подлепьян
- 2017 — Той, хто не спить — Фредехаген в молодості
- 2016-2019 — Черговий лікар — Рейс

## Нагороди, премії та відзнаки
- 2016 — лавреат премії «Кам'янське мистецьке перевесло» в галузі театрального мистецтва за виконання ролі Гамлета у однойменній виставі за п'єсою Вільяма Шекспіра[7]
- 2016 — лавреат Міжнародного фестивалю «Класика сьогодні» у номінації «Найкраща чоловіча роль» за виконання ролі Гамлета у однойменній виставі за п'єсою Вільяма Шекспіра
- 2014 — лавреат Вищої театральної премії Придніпров'я «Січеславна» в номінації «Найкращий акторський ансамбль» у спектаклі «Метод Ґренгольма» Жорді Ґальсерана[8].